# Montagne de Tangra
 (septembre 2016).
Améliorez-le ou discutez des points à vérifier. 
 (décembre 2016).

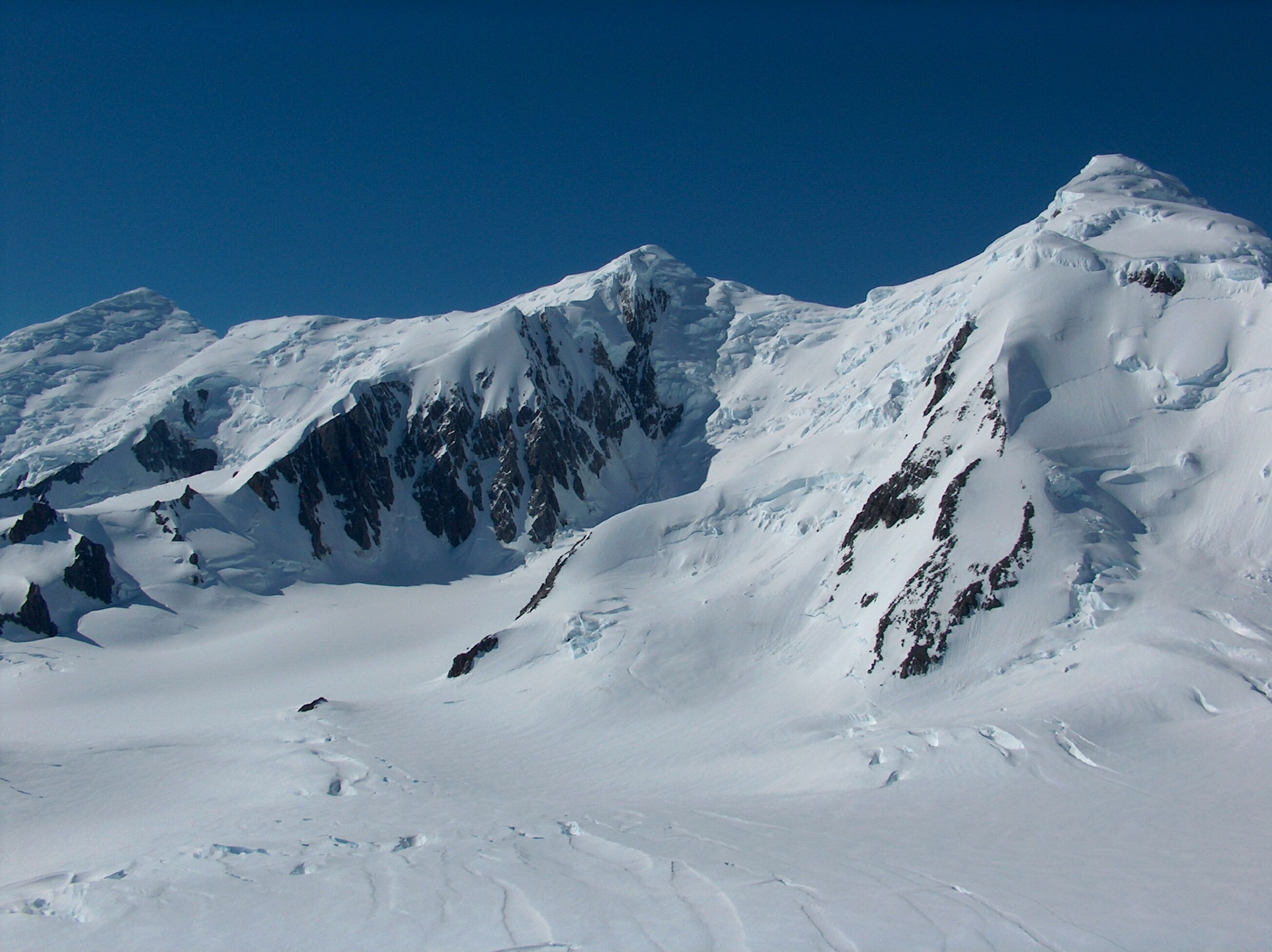
Montagne de Tangra centrale

La montagne de Tangra (en bulgare Тангра Планина, Tángra Planiná) forme la chaîne principale de montagnes de l'île Livingston dans les îles Shetland du Sud, en Antarctique. La montagne a été baptisée en 2001 du nom de Tangra, dieu suprême des Bulgares antiques et plus généralement des Turco-mongols.

## Géographie

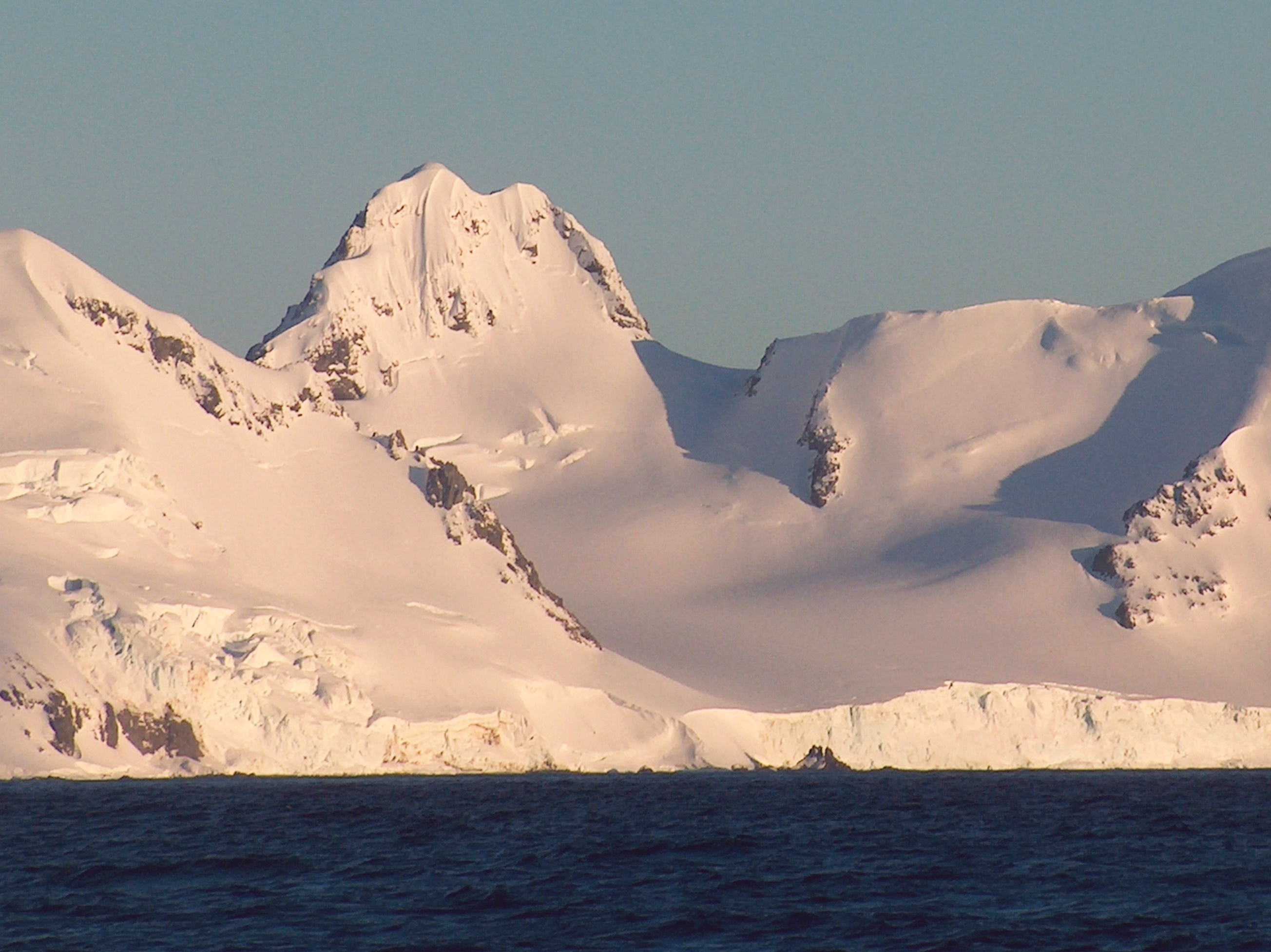
Nunatak de Kalojan

La montagne de Tangra s'étend sur une longueur de 30 km entre le point Barnard (en) et le point Renier (en), sur 8 km de large, et est délimitée par la Baie Lune et le glacier Huron au nord, le glacier Huntress au nord-ouest, la Baie Faux à l'ouest, et le détroit de Bransfield au sud-est. De plus, elle est liée à l'arête de Bowles par la selle du Wörner, et à l'arête de Pliska par la selle de Nessebar. La montagne est divisée en trois principales arêtes : arête de Friesland à l'ouest, arête de Levski au centre et arête de Deltchev à l'est.
Les crêtes et les pentes de Tangra sont couvertes par un chapeau de glace et vidangées par les glaciers de Huron, Huntress, la chute de glace de Ruen, Pechtera, Charity, le piémont de glace de Tarnovo, Prespa, Macy, Boyana, Srebarna, Magura, Dobroudja, Ropotamo, Strandja, Pautalia, le piémont de glace de Sopot et Iskar.
Le camp Académie au pied nord-ouest du pic Zograf est un passage parfait vers le centre de la Montagne de Tangra, par la selle de Catalogne (1 260 m) au sud, et de la selle de Lozen (437 m) à l'est. La selle de Catalogne a été occupée par un bivouac de l'équipe de l'expédition topographique Tangra 2004/05 aperçue du 14 au 16 décembre 2004.

### Arête de Friesland

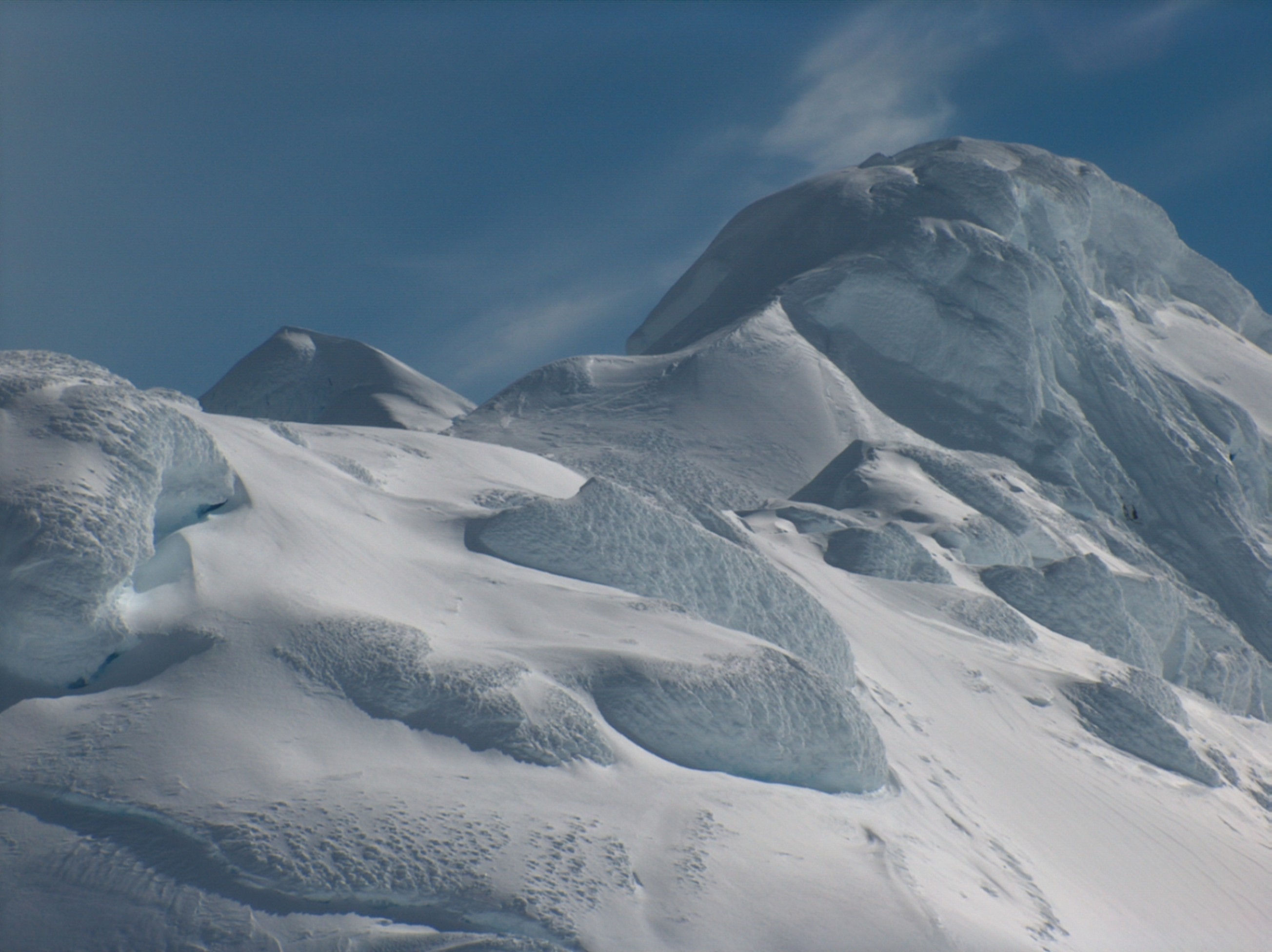
Mont Friesland

L'arête de Friesland fait 15,5 km de longueur du point de Botev dans le sud-ouest à la selle de Chipka au nord-est. Le sommet du mont Friesland (en) culmine à 1 700 m. Les autres pics principaux sont Saint Boris (1 665 m), Siméon (1 576 m), Saint Cyril (1 505 m), Lyaskovets (1 473 m), Presian (1 456 m), Saint Méthode (1 180 m), Académie (1 130 m) et Zograf (1 011 m). Premières ascensions : le mont Friesland par J. Enrique et F. Sàbat de la base Juan Carlos I en décembre 1991 ; pic de Lyaskovets par L. Ivanov et D. Vasilev du camp Académie le 14 décembre 2004 ; et pic de Zograf par L. Ivanov du camp Académie le 31 décembre 2004.

### Arête de Levski

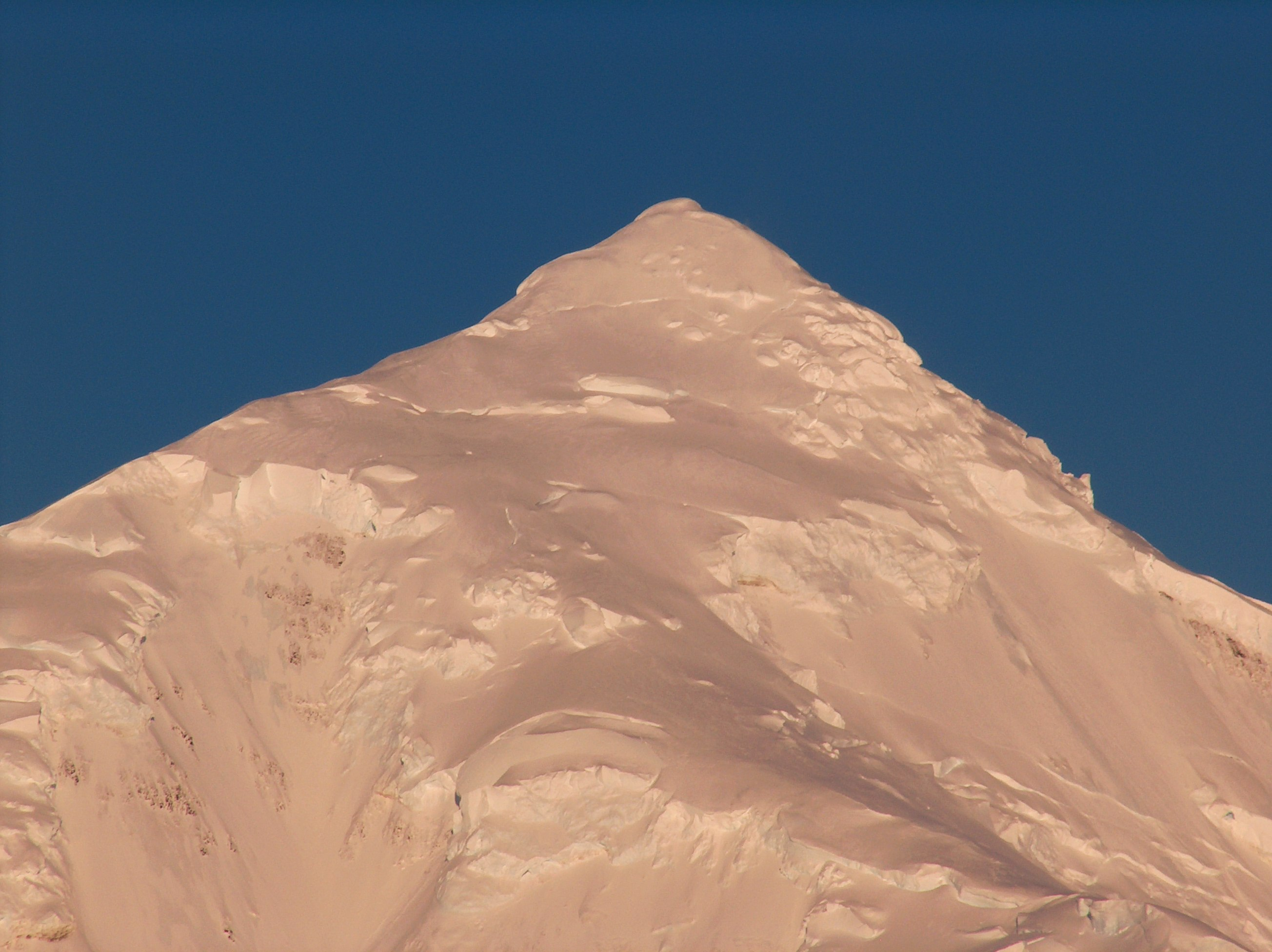
Pic de Grande Aiguille (Great Needle Peak)

L'arête de Levski fait 8 km de longueur entre la selle de Chipka à l'ouest et la selle de Devin à l'est, sur 8 kilomètres de large entre la petite arête de Tcherepich au nord et la falaise de Hristov au sud. Le sommet du pic de Grande Aiguille (en) culmine à près de 1 700 m.  Les autres crêtes principales sont Levski (1 430 m), Saint Jean de Rila (1 350 m), le Casque (Helmet) (1 254 m), Serdica (1 200 m), Vihren (1 150 m), Ongal (1 149 m) et Plovdiv (1 040 m). Premières ascensions : pic d'Ongal et crête de Komini (774 m) par L. Ivanov du camp Académie, le 21 décembre 2004.

### Arête de Deltchev

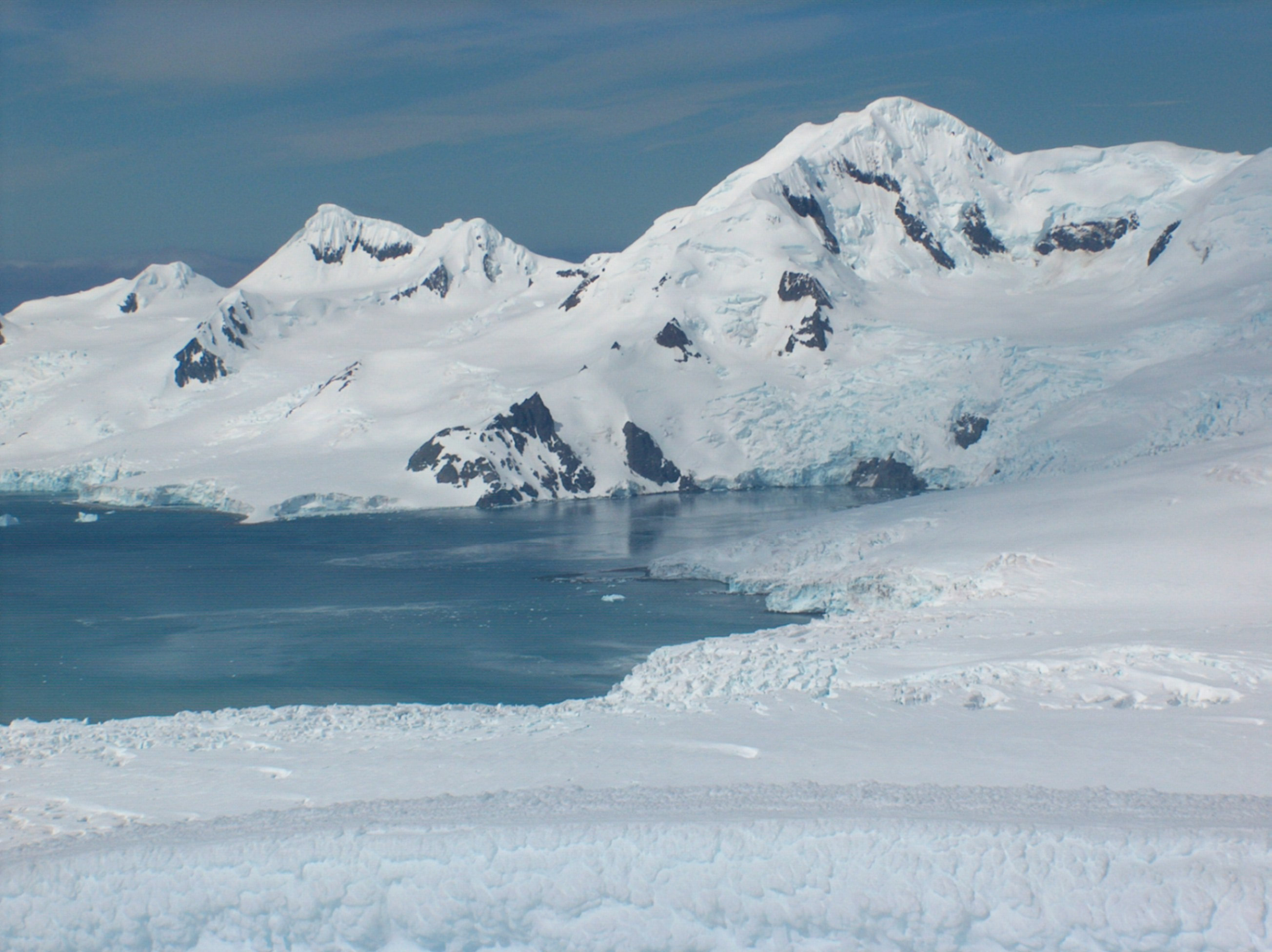
Arête de Deltchev

L'arête de Deltchev fait 10 km de longueur et s'étend entre la selle de Devin à l'ouest et le point de Renier à l'est.  Elle culmine à 940 m. Les autres crêtes principales sont Roussé (800 m), Asen (800 m), Peter (800 m), Kuber (770 m), Elena (700 m), Spartacus (650 m), Yavorov (640 m) et Paissii (550 m).

### Cartographie
- Cartographie britannique de la montagne en 1968, cartographie espagnole en 1991, et cartographie bulgare en 2005 et 2009 des aperçus topographiques dans 1995/96 et 2004/05.
- (en) L.L. Ivanov et al, Antarctica: Livingston Island, South Shetland Islands (from English Strait to Morton Strait, with illustrations and ice-cover distribution), 1:100000 scale topographic map, Antarctic Place-names Commission of Bulgaria, Sofia, 2005.
- L.L. Ivanov. Antarctica: Livingston Island and Greenwich, Robert, Snow and Smith Islands. Scale 1:120000 topographic map.  Troyan: Manfred Wörner Foundation, 2009  (ISBN 978-954-92032-6-4).